# GTi-klassen

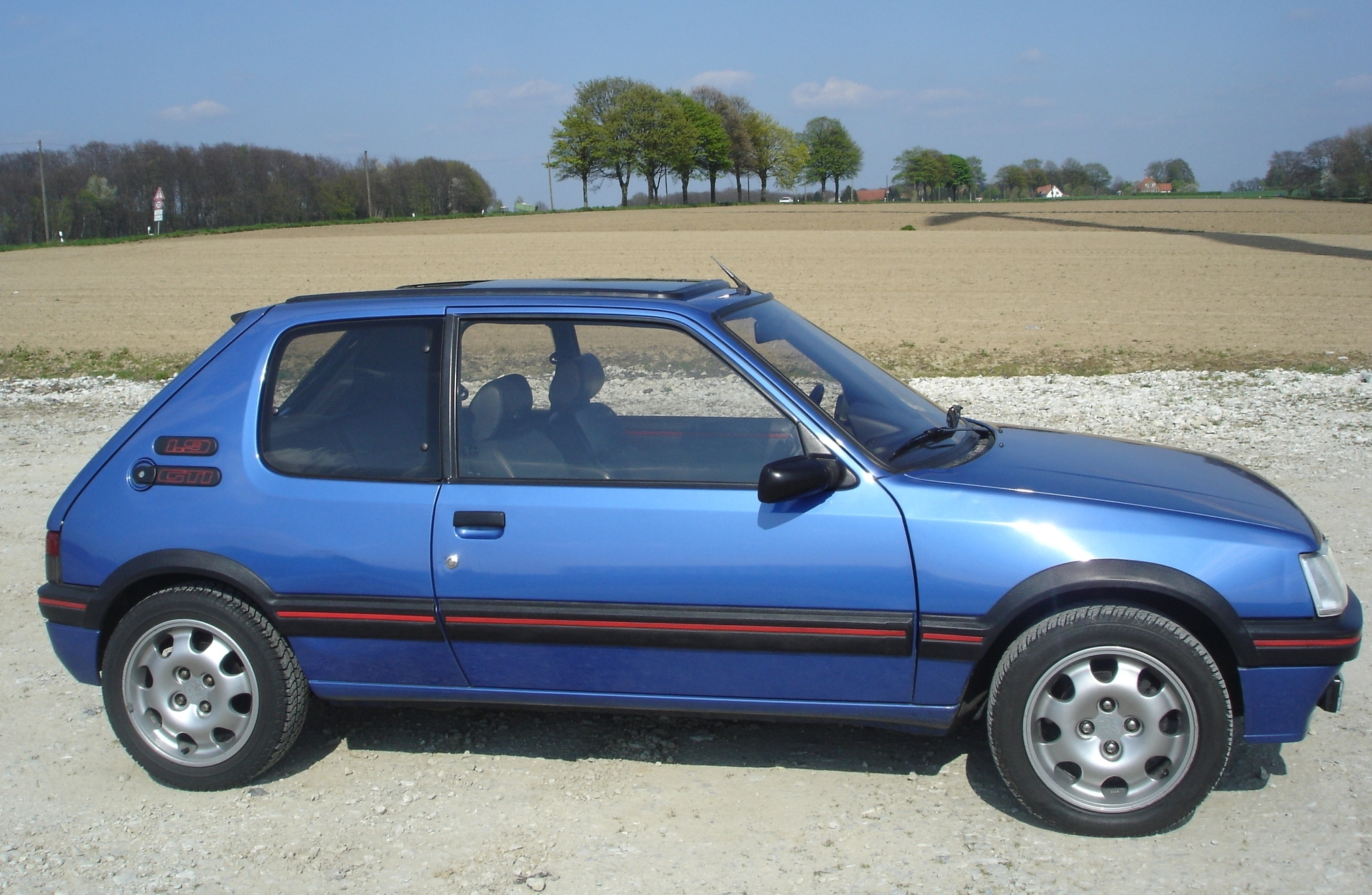
En klassisk småbil i GTi-klassen, Peugeot 205 GTi

GTi-klassen är en informell beteckning för motorstarkare versioner av mindre eller medelstora bilmodeller (se Golfklassen) i medelprisklass som vänder sig till en yngre, sportigare kundgrupp.
Volkswagen gav 1976 upphov till beteckningen när de introducerade sin Golf GTi där GTi stod för Gran Turismo Injection.
Biltypen kallas på engelska ”hot hatch”, vilket syftar på en halvkombi med 3 eller 5 dörrar och högre motoreffekt än en standardmodell. Genom åren har GTi-bilarna fått allt starkare motorer och är oftast lite större och bekvämare än tidigare. De minsta bilmodellerna har för det mesta inte konstruerats för starkare motorer med tanke på väghållning och komfort, och därför har GTi-klassen flyttat uppåt i storlek och pris. 
Beteckningar som GTi och liknande har ibland även använts på större bilar som mer tillhör familjebilsklassen och ibland även på kombimodeller. Exempelvis Mitsubishi Galant GTi var en lite större sedanmodell som hade en stark motor men inte räknas som ”hot hatch”.

## Några bilmodeller i GTi-klassen
- Alfa Romeo 147 GTA
- Audi S3 och A3 3,2 Quattro
- BMW 130i
- Citroën CX 25 Turbo Gti
- Ford Escort XR3i, turbo och RS2000
- Honda Civic CRX
- Lancia Delta HF Integrale
- Mazda 323F
- Mitsubishi Lancer GTI
- Nissan Sunny GTi
- Opel Kadett GSi
- Peugeot 205/206 GTi
- Peugeot 208 GTi
- Peugeot 309 GTi
- Renault R5 GTE, GTX, Turbo
- Renault Clio 16V, Cup
- Renault Clio Sport 172,180, Cup
- VW Golf GTi och R32
- VW Polo GTI
- Volvo 360 GLT och 363 CS
- Toyota Celica GTi 2.0